# San Fernando (Romblon)
San Fernando ist eine philippinische Stadtgemeinde in der Provinz Romblon, in der Verwaltungsregion IV-B, Mimaropa. Sie hat 23.271 Einwohner (Zensus 1. August 2015). 
Die Topographie der Gemeinde ist gekennzeichnet durch das Gebirge auf der Insel Sibuyan, dessen höchster Gipfel der 2.058 Meter hohe Guiting-guiting ist. Große Teile des Mount Guiting-guiting Natural Park liegen auf dem Gebiet der Gemeinde. Ihre Nachbargemeinden sind Cajidiocan und Magdiwang, beide im Norden, der lange schmale Küstenabschnitt grenzt an die Sibuyan-See. 
In der Gemeinde ist die School of Fisheries and Forestry der Romblon State University angesiedelt.

## Baranggays
Die Gemeinde setzte sich 2011 aus zwölf Barangays zusammen:
| - Agtiwa - Azagra - Campalingo - Canjalon - España - Mabini - Mabulo - Otod - Panangcalan - Pili - Poblacion - Taclobo |

## Weblink
- Informationen der Philippine Statistics Authority über San Fernando